# Viaduc de Landwasser
Le viaduc de Landwasser est un viaduc ferroviaire se trouvant en Suisse dans le canton des Grisons. Construit entre 1901 et 1903, il mesure 136 mètres de longueur et 65 mètres de hauteur.
Le viaduc est exploité par le réseau du Chemin de Fer Rhétique (RhB). Après avoir quitté Filisur et emprunté un tunnel de 216 mètres, le train en sort aussitôt par le viaduc qui enjambe la gorge de la Landwasser au sud de Schmitten. Environ 22 000 trains traversent le viaduc chaque année, soit environ 60 par jour.
Classé au patrimoine mondial de l'UNESCO depuis le 7 juillet 2008, le viaduc figure sur la liste des biens culturels d'importance nationale dans le canton des Grisons.

## Géographie
Le viaduc, construit en calcaire foncé, se situe sur la voie ferrée reliant Tiefencastel à Filisur dans le canton suisse des Grisons, au kilomètre 63,070 du chemin de fer et constitue un monument commémoratif du chemin de fer de l'Albula. Le pont se trouve dans les municipalités de Filisur et Schmitten.

## Description
La voie ferrée a une pente de 20 ‰ dans la zone du viaduc. Le viaduc a été bâti avec de la pierre calcaire foncée. Il possède cinq travées distantes de 20 mètres. L'ouvrage suit une trajectoire courbe et décrit un arc de cercle d'un rayon de 100 mètres. Sa maçonnerie a un volume de 9 200 m3.

## Construction

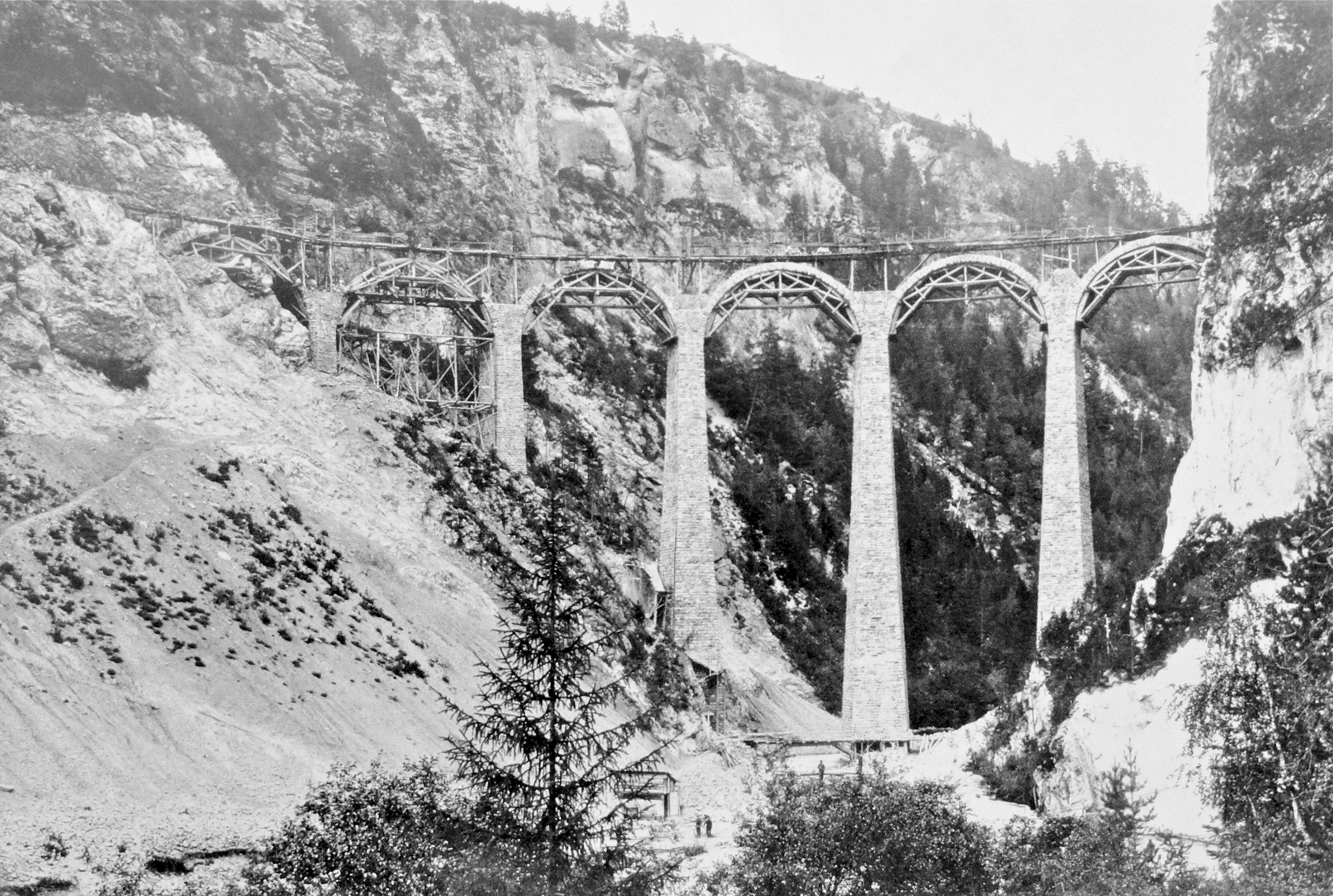
Construction du viaduc en septembre 1902.

La construction de la ligne de l'Albula débuta en 1898. Elle impliquait des travaux importants et fut divisée en 11 sections pour un total de 55 ponts et 39 tunnels. Les gorges de la Landwasser étaient l'un des endroits les plus difficiles à franchir, et il fut décidé de traverser cette étroite vallée grâce à un viaduc.
L'ingénieur chargé du projet était l'Allemand Friedrich C. S. von Hennings. La construction fut confiée à l'entreprise Müller & Zeerleder et commença en mars 1901.
La particularité est que les trois principaux piliers ont été murés sans échafaudage pour des raisons de coût et en raison du danger d'inondation ; c'était très inhabituel à l'époque. Afin de se passer d’échafaudages, une tour en fer a été placée dans chaque pilier. Les coûts de construction s'élevaient alors à 280 000 francs suisses.
En octobre 1902, quelques trains pouvaient déjà emprunter l'ouvrage. Il a été mis en service le 1er juillet 1903 bien que la ligne de l'Albula ne fût pas encore entièrement terminée.

## Rénovation
Après 106 ans en 2009, une réparation était nécessaire. À l'été 2009, l'ensemble du viaduc a été rénové pendant son exploitation. Les coûts se sont élevés à 4,6 millions de francs suisses. Pendant toute la durée des travaux de rénovation, tout le viaduc (y compris les piliers) a été échafaudé. La rénovation a été effectuée de telle sorte que le spectateur ne voie aucun changement dans le bâtiment. Cela était également nécessaire car le viaduc de Landwasser est inscrit sur la liste du patrimoine mondial de l'UNESCO depuis juillet 2008 et par conséquent, aucun changement dans le paysage n'est autorisé. Les joints entiers de la maçonnerie ont été renforcés par des injections de l'extérieur. La maçonnerie est toujours dans un état impeccable, même après plus de 100 ans d'exploitation. De plus, une nouvelle sous-structure de voie en béton et de nouveaux rails ont été installés sur le pont. L'auge en béton était revêtue latéralement de maçonnerie en granit, de sorte que le béton de côté ne soit pas visible lorsque l'on regarde le viaduc. En dépit du travail fastidieux, qui a pris plusieurs mois et a été effectué de jour comme de nuit, tous les trains ont été en mesure de fonctionner comme prévu. Environ un quart du travail ne permettait pas le passage des trains, ils étaient alors effectués la nuit. Dans la zone de construction, les conducteurs de train ont dû réduire la vitesse à 10 km/h. Les travaux de rénovation ont nécessité environ 24 000 heures de travail, soit huit mois. La rénovation a commencé le 9 mars 2009.

## Divers
Le pont a été le sujet d'un timbre de 60 centimes émis par La Poste suisse le 1er août 1949.

## Galerie

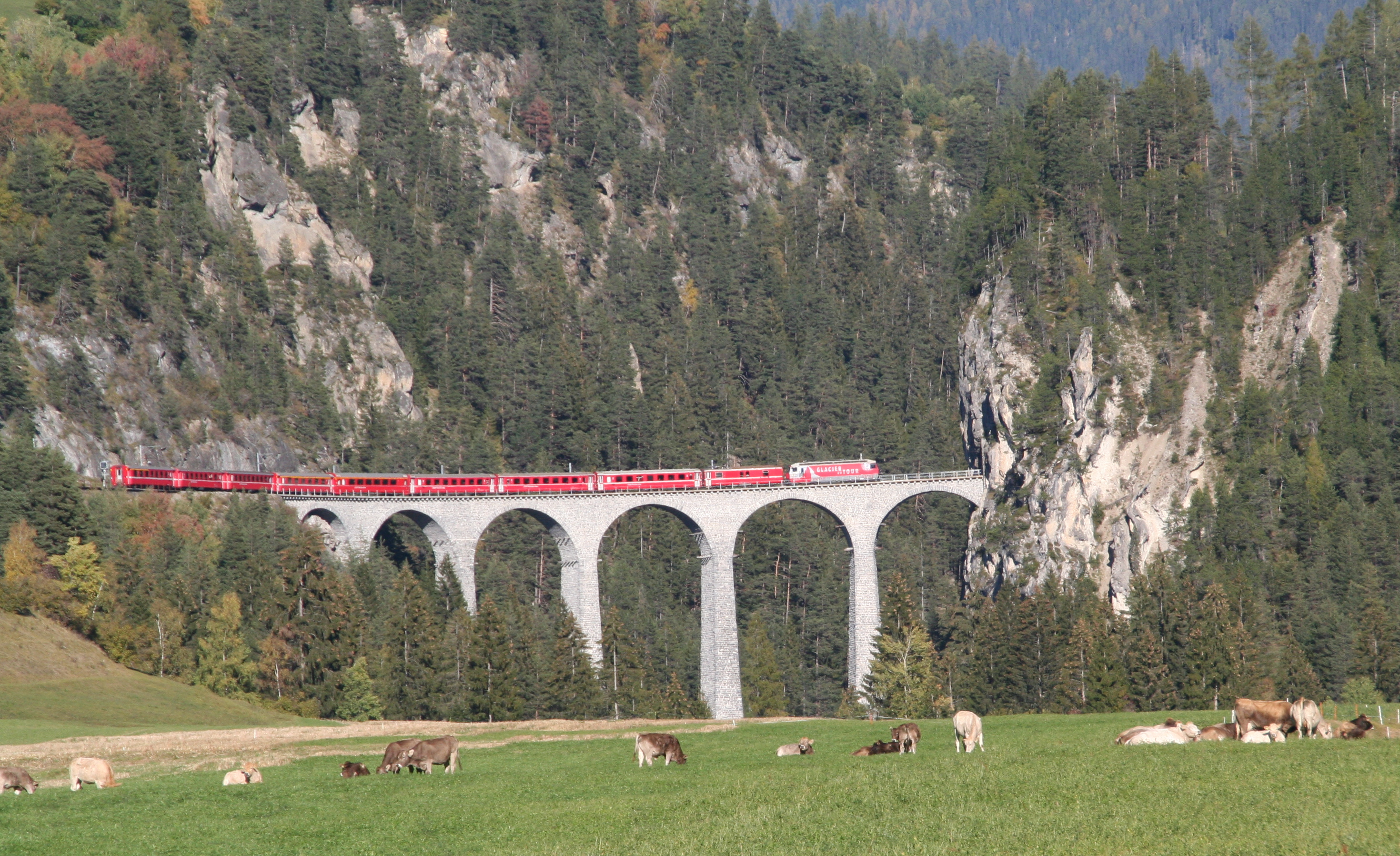
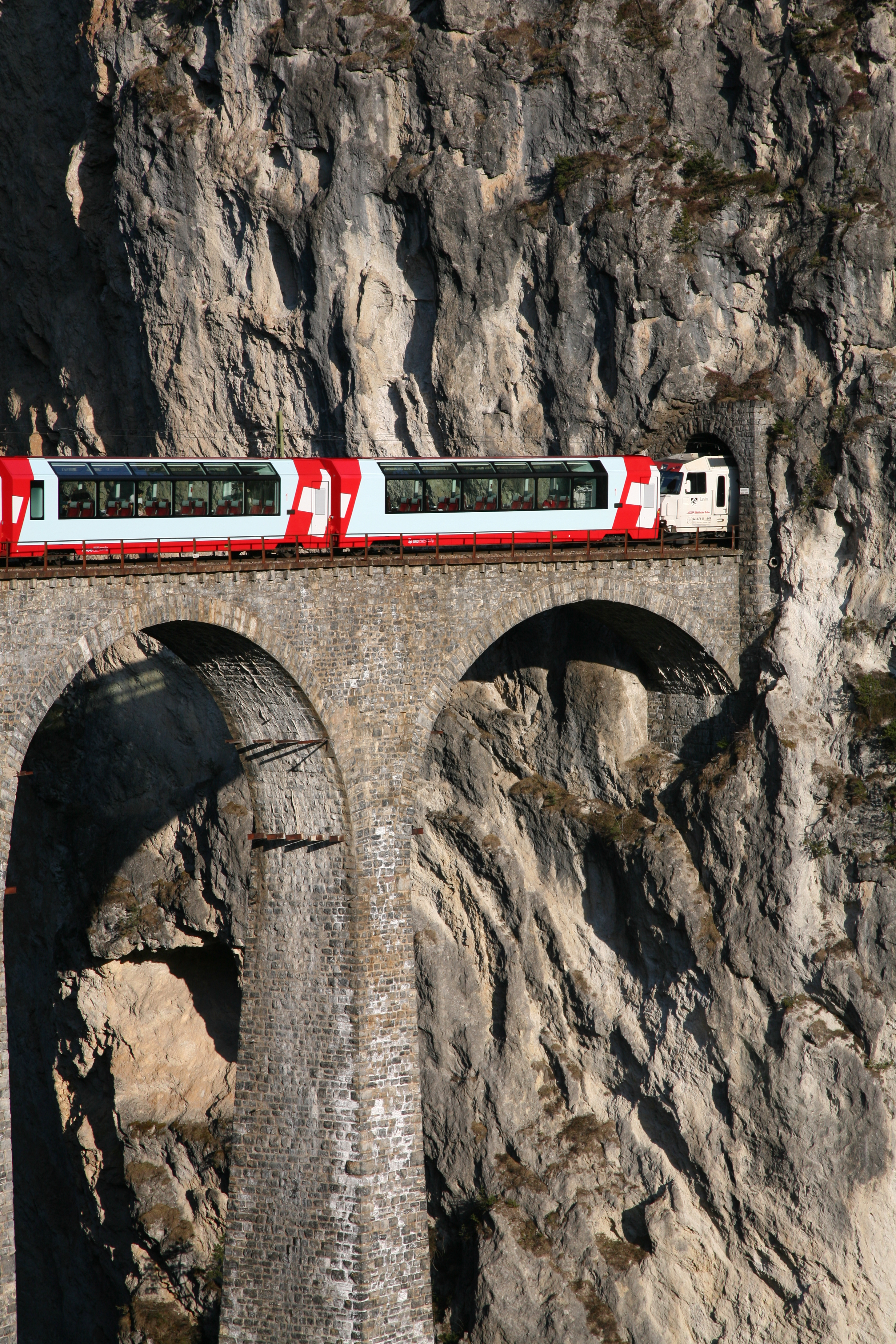
Voitures panoramiques du Glacier Express à l'entrée du tunnel de Landwasser.
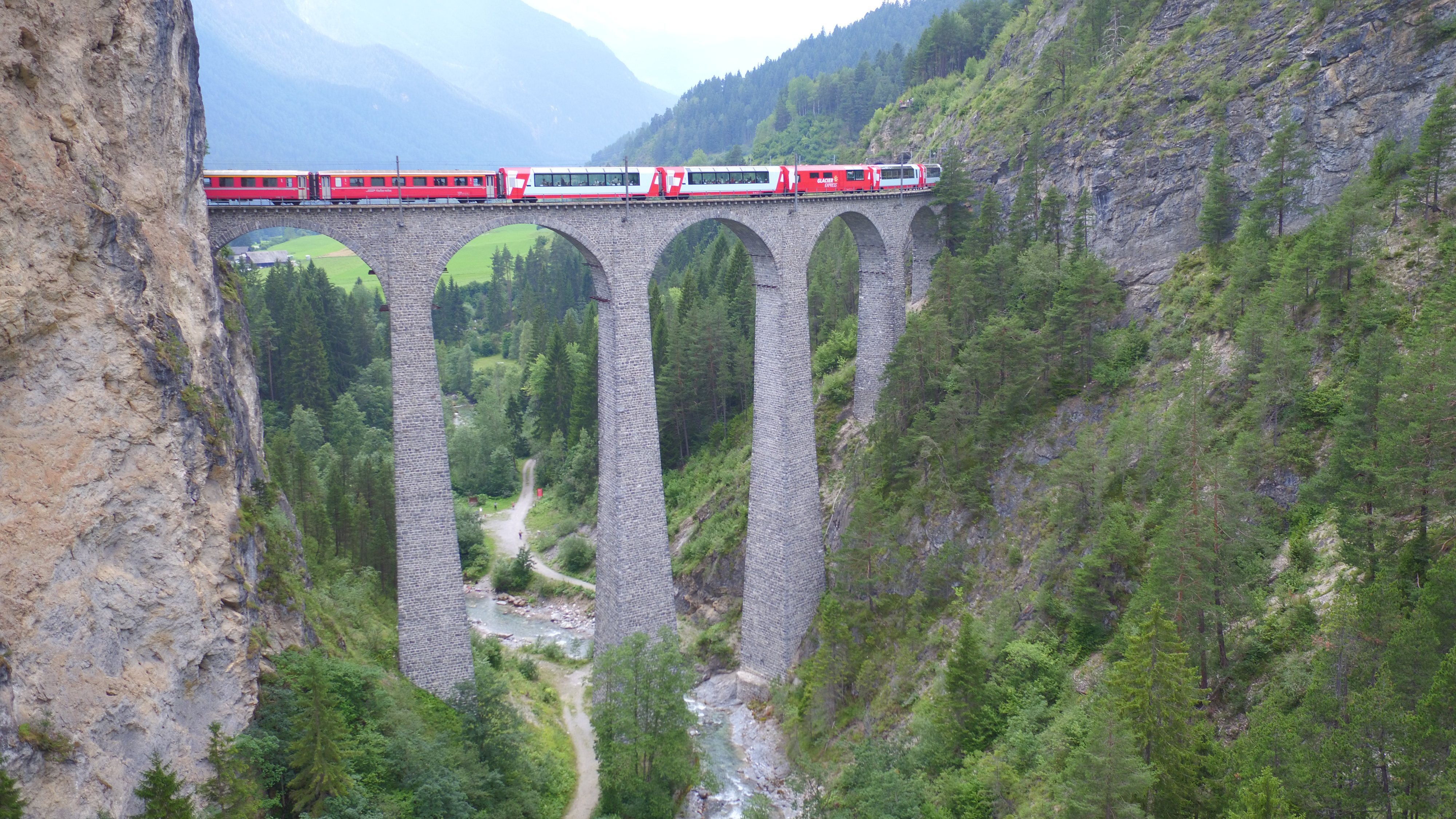
Vue du nord-est.
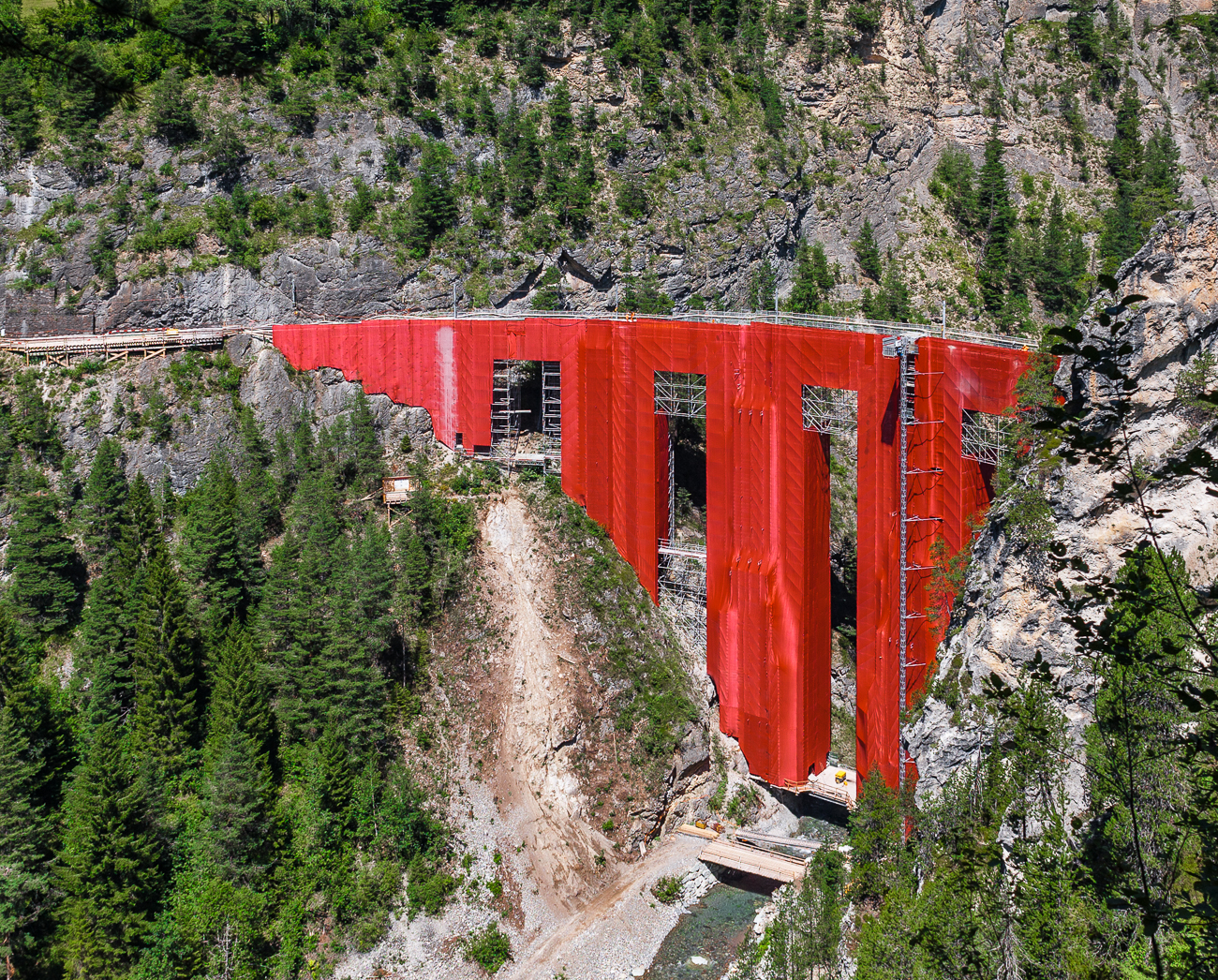
Pendant la rénovation en 2009.
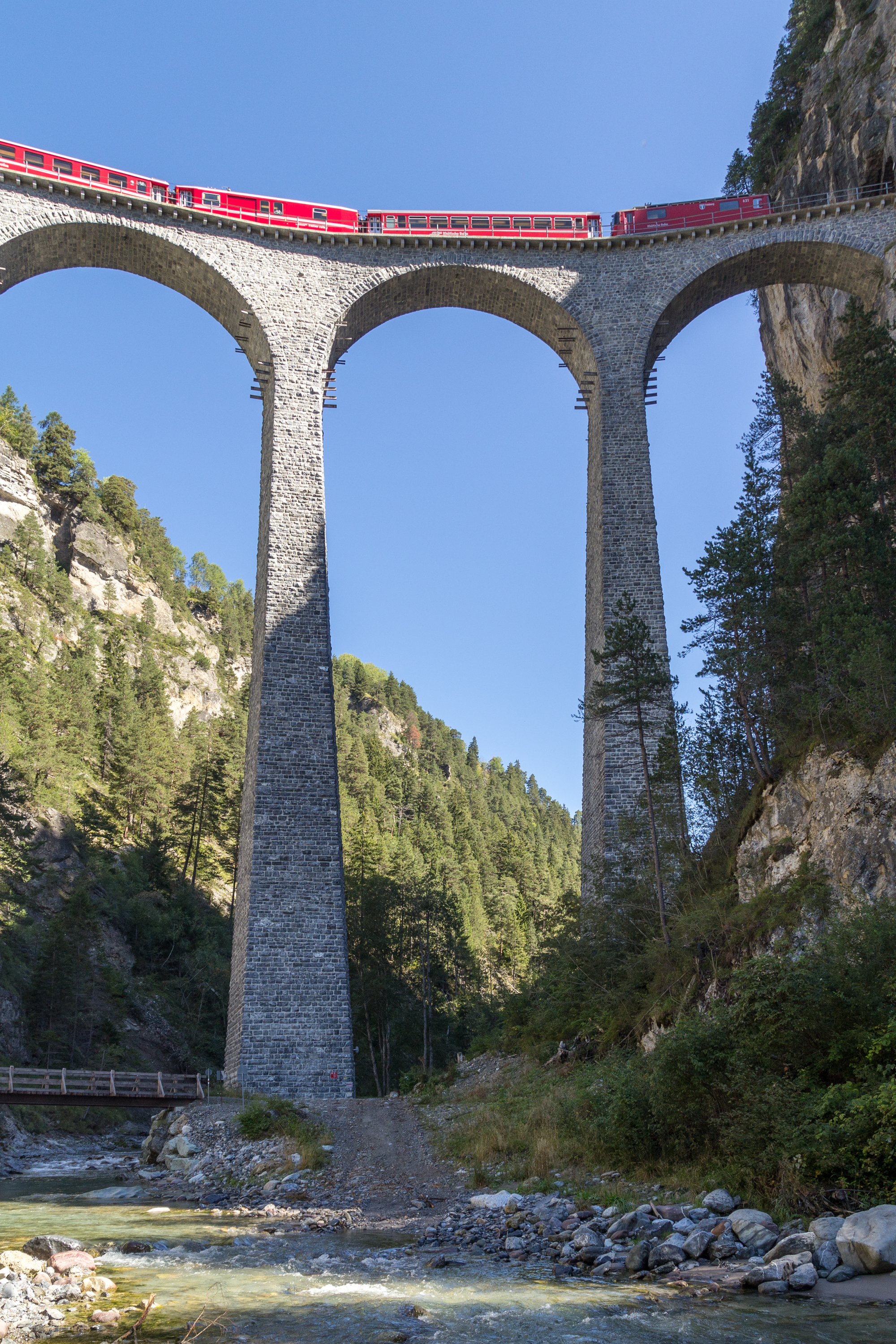
Le viaduc de Landwasser en 2011.
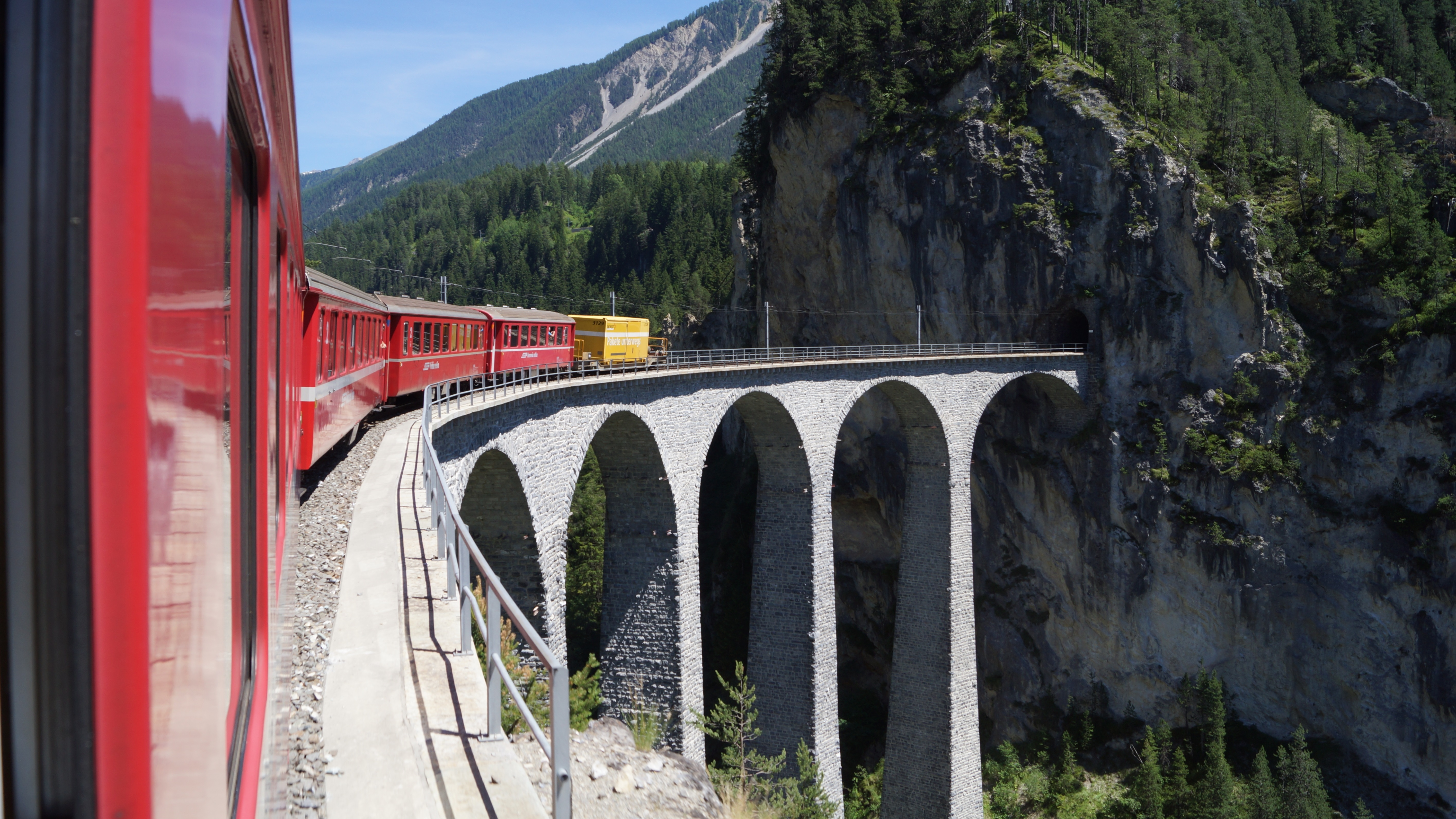
Vue du train à l'entrée du viaduc et du tunnel en 2016.
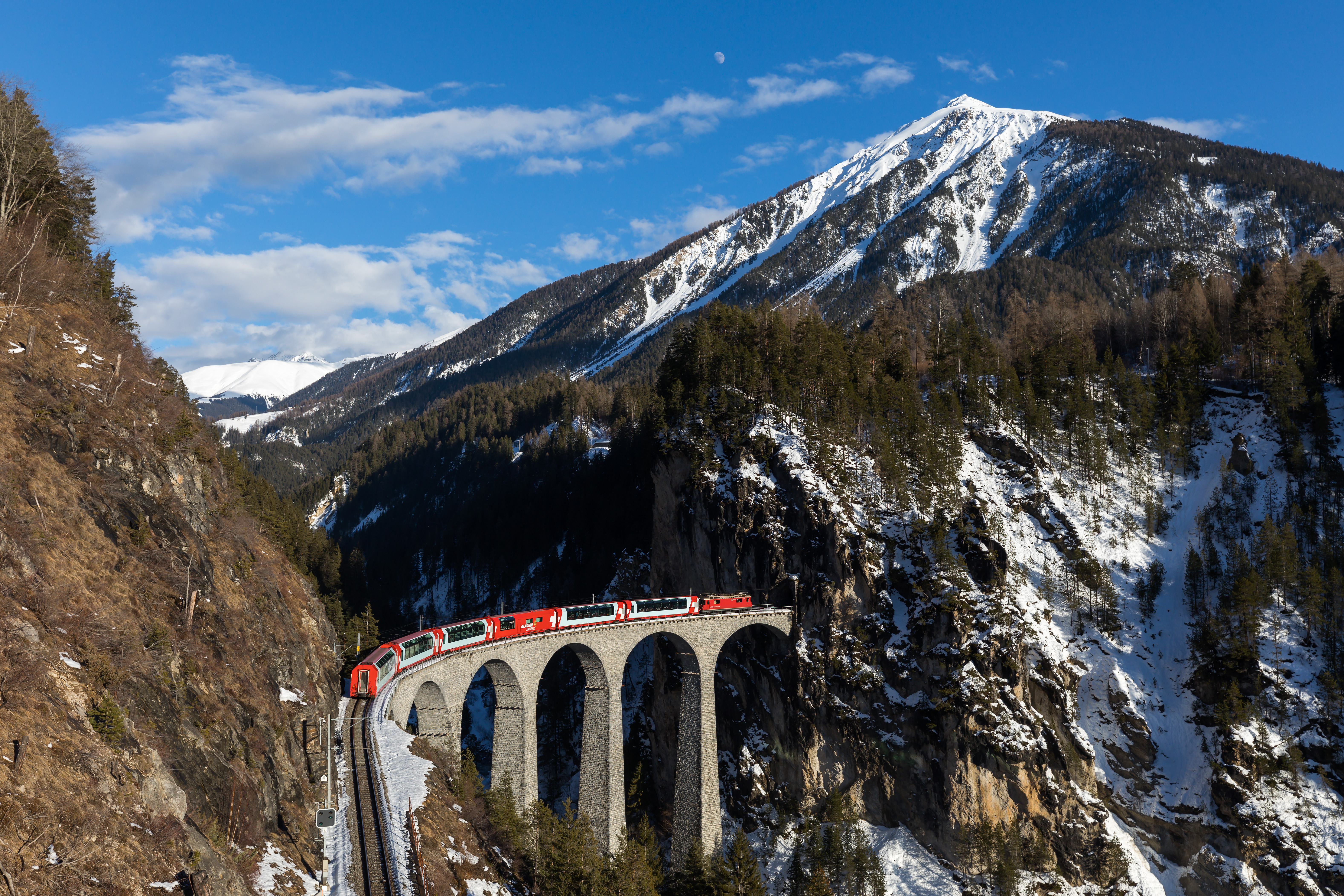
Un Glacier Express sur le viaduc de Landwasser en 2018.